# Clemente Iriarte
Clemente Iriarte Madariaga (ur. 25 lipca 1946 w Pampelunie, zm. 29 grudnia 2021 tamże) – hiszpański piłkarz występujący na pozycji środkowego pomocnika.

## Życiorys
Iriarte urodził się w Pampelunie, jednak od 5 roku życia mieszkał z rodziną w Chile, gdzie występował dla drużyn juniorskich i młodzieżowych stołecznego Uniónu Española. W roku 1966 związał się kontraktem z Rayo Vallecano i powrócił do Hiszpanii. W sezonie 1967/1968 występował w CD Oberenie, a 1968/1969 spędził w Burgos CF. W latach 1969–1978 reprezentował barwy Realu Oviedo, z którym dwukrotnie zdobył mistrzostwo Segunda División, oraz zaliczył trzy spadki. Ostatnim klubem w jego karierze była CA Osasuna, z rodzinnej Pampeluny. Po zakończeniu kariery mieszkał w rodzinnym mieście.
Zmarł 29 grudnia 2021 w Pampelunie, w wieku 75 lat.